# LIENS Online
LIENS Online（リアンオンライン）又はAsda StoryはMicMacオンラインのリニューアル版をさらにアレンジしたRPGであり、当初は活動サーバーは韓国およびアメリカでサービスが行われ、日本でのサービスは2009年6月30日に開始された。日本でのサービスは2010年12月31日に終了した。
発売元はエヌドアーズエンターテインメント、開発元はMaxon Softである。

## 概要
このRPGのテーマは『絆』であり、至る所で絆に関したシステムが盛り込まれている。

## あらすじ
現実世界の向こうにある世界・テイルズキングダム。そこはティリアという巨大な樹が人間の純粋な夢を元に、万物を創造していた。しかし、人間が純粋な夢を見る事が減った事で、ティリアの力が弱まり、今まで平和だったテイルズキングダムの住民の間でも、疎外される者が現れた。ティリアは、人間達の夢に使者を送り、テイルズキングダムの救済を頼む事にするのであった。。

## 世界観
MicMacオンラインとは違う世界観で展開される予定であり、一緒なのは、火、水、雷、風、闇、光はMicMacと同じである。

### LIENS OnlineとAsda Story、MicMacオンラインとの違い
Asda Storyはアメリカと韓国で提供されているOnline RPGだが、LIENS Onlineは、日本独自のサービスを盛り込んだ、個性派3D カジュアルMMORPGである。
相違点
クエストを大量に追加し、34レベル前後までクエスト達成により効率よくレベルアップできるように改善。。
リンゴシステムの導入。
PK導入。
ペット育成システム。
新マップの登場。（『宵の渓谷』『フレミオ火山』等など）

### 日本に向けてのサービス展開
ほかのプレイヤーとタッグを組んで冒険する「ソウルメイトシステム」および，“ソウェル”を装着することで，武器や防具を強化できる「ソウェルシステム」の存在と，日本オリジナル要素が多数盛り込まれる予定である。。
これは、MicMacオンラインで展開された要素である。
さらに『占いマッチングシステム』『りんごルーレット』や『ソウルガーダー』そして、対人戦『3カ国陣営戦』の要素も展開されるとの事である。。

### マップ

#### アルペオン大陸
アルペン
【町】アルペンは大地の大陸アルペオンの中心に位置する場所で、アルペン王国 の都として知られています。の街は神話時代に女神ソフィアと聖人ハーネスによって作られたと言われており、 偉大なるアルペン1世によって現在のアルペンに生まれ変わりました。またアルペオン大陸の中心都市であるため、様々な団体がそれぞれの目的を持ってアルペンに居住しています。
【平原】アルペンにはアルペオン大陸の中で一番大きな平原と草原があります。そこでは王国のほとんどの食料を供給できる程、豊富な食料がとれます。人間が住む場所としてはこれ以上良い場所はないと言われており、最も平和な地域でもあります。また、最近起こり始めた世界的な異変にもまだ大きな影響は受けていません。
レイン川
【平原】シラリスとアルペンを分ける平原の真ん中に流れるレインリバーは、その豊富な水量と穏やかな流れで 周りの平原を肥沃な大地にします。レインリバー流域には重要なソウェルクリーナーという装置や古代の廃墟が存在します。千年戦争以降はモンスターの数が急激に増えて大きな問題となり、住民たちは現在アルペンやシラリスに 退避した状態です。シラリスとアルペンを繋ぐ唯一な通路であることとソウェルクリーナーの故障が重なる事に対し、アルペン王国は守備隊を送るかどうかを深刻に考えています。
シラリス
【町】シラリスは自負心のある戦士と冒険者たちの町と呼ばれ、アルペン王国にとっては前線基地としての役割を果たしています。絶えることなく平和を脅威する敵が良く現れる恐ろしい地域に近いこともあり、シラリスに住む人々は気さくで豪放な気性を持っています。アルペン騎士団の兵士が配置される以前より活動していたレンジャー部隊が存在し、シラリスの人々は派遣されてきた兵士よりもレンジャーたちを信頼しています。シラリス周辺でとても危険な地域の「征服の地」やその辺りを見回るには、騎士団よりレンジャー形態の部隊のほうが適していると考えられています。
【平原】シラリスはアルペン王国でも外郭の方に位置していて、アスダ王国の諸侯の1人であるシラリス1世が開拓した地域です。本格的に戦士の道に進もうとしている冒険者たちの通過点として有名です。千年戦争の後、捕虜になったデクーロン軍団長たちが結界で「征服の大地」に閉じ込められた影響で、この地域にはシラリスの街を除いては多様なモンスターたちが生息しています。
サニーコースト
【海岸】サニーコーストはシラリスの南側に位置している地域で、大地の大陸アルペオンの地域の中では、 水の大陸と一番近くにある地域です。この地域の南側には、アルペン王国に所属するクイーンエセーナ号という貴重な大型船の破片が残っています。この船は火の大陸インフェロスに向かう途中で原因不明の事故に遭い、数少ない生存者たちが今も浜辺で救助を待っています。また、アルペン王国の追跡者たちが何かの任務を受けてこの地域に出没しており、シラリスの派遣部隊も待機しています。
征服された大地
【荒地】征服された大地はシラリスの北側に位置する場所で、大地の大陸アルペオンで一番多くの荒廃化が進んだ場所の１つです。ここは昔、夢の王国を侵略した数多くのデクーロンの中でも一番強いと言われる３人の軍団長が封印されている場所で、 彼らの力に引かれてたくさんのモンスターたちが徘徊しているそうです。現在アルペン王立学術アカデミーではこの地域の荒廃化現象の原因を調査するために何人かの学者を派遣しています。ですが、学者と弟子たちだけでは危険きわまりなく征服された大地の調査活動が円滑に進まないので、実力のある戦士たちの助けを必要としています。

#### インフェロス大陸
フレミオ
【町】
【平原】
フラビス砂漠
【砂漠】

#### エリートマップ
女王の迷宮

チェスキャッスル

宵の渓谷

フレミオ火山

火竜の巣窟

静止した砂漠

混沌の城

壊滅した街

## マップ
```
各マップの位置関係
 
                                                壊滅した町
                                                    ||
                                   火竜の巣窟     炎の森 == 混沌の城
                                       ||　         ||
         　　　  　フレミオ火山 == フレミオ == フビラス砂漠 == 静止した砂漠　  
                             　　　　　|| 　　　 　　　
   　　　　　　     　　　　      征服された大地 ==  宵の渓谷 
            　　　　　　　       　　  ||    　　
    アルピニア地域 = レイン川流域 = シラリス地域 == チェス城 
                      ||　　　　       ||    　　　　　
        　　　    女王の宮殿 　　　サニーコート
```

## 職業（クラス）
1次転職(レベル5から)、2次転職(レベル24から)、3次転職(レベル40から)。現時点での事実上のレベルキャップは70である。
転職神官
#アルピニア、#シラリスには、#転職クエストを発行する転職神官が3人(ウォーリア系、アーチャー系、ウィザード系)ずついる。
ウォーリア(戦士)系
主に近接攻撃武器(#片手剣＆#盾、#槍、#両手剣)を使用する職業。他の職業に比べ防御力が高い。ウォーリア系に転職すると覚える(スキルポイントを振る)ことが可能な基本特性スキルは、#防御特性、#攻撃特性、#体術特性。4次転職後覚えることが可能な専門特性スキルは、#戦闘技術特性か#防御技術特性。
アーチャー(弓兵)系
主に遠距離攻撃武器(#弩、#長弓、#バリスタ)を使用する職業。基本特性スキルは、#戦闘特性、#技術特性、潜行特性。専門特性スキルは、#射撃技術特性かダメージ技術特性。
ウィザード(魔法使い/僧侶)系
主に魔法攻撃武器(#杖/スタッフ)を使用する職業。攻撃をする場合は、杖/スタッフの#通常攻撃には威力が無いので、#スキル攻撃を主とする。基本特性スキルは、#回復特性、#破壊特性、#保護特性。専門特性スキルは、#エレメント特性か#詠唱特性。
| 転職系列     | 基本職                 | 1次(5から) | 2次(24から) | 3次(40から)        | 4次(未実装)            | 5次(未実装) |  |
| ------------ | ---------------------- | ---------- | ----------- | ------------------ | ---------------------- | ----------- |  |
| ウォーリア系 | テンダーフード(初心者) | 戦士       | ナイト      | ウェポンマスター   | ウォーロード（予定）   | 未実装      |  |
| アーチャー系 | テンダーフード         | 弓師       | レンジャー  | マスターアーチャー | アサシン（予定）       | 未実装      |  |
| ウィザード系 | テンダーフード         | 魔法師     | ソーサラー  | アークメイジ       | アケインロード（予定） | 未実装      |  |

主なキャラクターステータス
HP
ヒットポイント。主に#モンスターから攻撃を受けることで減少する。0になると死亡する。非戦闘状態の時、自然回復する(座ると回復量が増えるが、重さが70%を超えているときに座っても、回復はされない。)
MP
マジックポイント、マナポイント。主に#アクティブアタックスキル/#アクティブ補助スキルを使用することで消費する。非戦闘状態の時、自然回復する(座ると回復量が増えるが、重さが70%を超えているときに座っても、回復はされない。)
EXP
モンスターを倒したり、#クエストの報酬で(キャラクターレベル)経験値を得られる。現在のレベルから次のレベルになるために必要な経験値を100％として百分率で小数第2位まで表示される。
重さ
#インベントリーにアイテム(#一般アイテム、#装備、#乗り物、#機能性アイテム)を合計重量で最大6700まで所持できるが、現在所持しているアイテム合計重量の6700に対する比率。70%を越えるとHP、MPが自然回復しなくなる。90%を越えると攻撃とスキルが使えなくなる。持てる重さは、性別/職業により違いは無い。
(物理)攻撃力
最小攻撃力と最大攻撃力がある。
魔法攻撃力
最小魔法攻撃力と最大魔法攻撃力がある。
防御力
最小防御力と最大防御力がある。
魔法防御力
未実装?
ブロック(成功)率
最小ブロック率と最大ブロック率がある。
力
攻撃力に影響する。キャラクターのレベルアップで直接に上昇する。
敏捷
命中率、回避率に影響すると思われる。キャラクターのレベルアップで直接に上昇する。
体力
(最大)HPに影響する。キャラクターのレベルアップで直接に上昇する。
エネルギー
(最大)MPに影響する。キャラクターのレベルアップで直接に上昇する。
精神力
魔法攻撃力/魔法防御力に影響する。キャラクターのレベルアップで直接に上昇する。
幸運
クリティカル率やアイテムドロップ率に影響すると思われる。キャラクターのレベルアップで直接に上昇する。
アイテム組立技術
#武器防具組立に関する技術。0～100。組み立てを行うと上昇する。
アイテム錬金技術
#一般アイテム錬金に関する技術。0～100。錬金を行うと上昇する。
アイテム加工技術
#原材料加工に関する技術。0～100。原材料加工を行うと上昇する。
攻撃属性
火、水、大地、気候、闇、光
防御属性
{節stub}
隠しステータス
以上の他に、ユーザーが確認できないステータスとして、命中率、回避率、クリティカル率、アイテムドロップ率、アイテム獲得率(、精錬レベル、移動速度、攻撃速度)などがあると思われる。

### プレミアム(課金)アイテム
公式サイトで、MP(クレジットカード/WebMoney)をチャージし、インターフェイスからMPを使って購入する。ヘアーサロン以外のプレミアムアイテムは購入時に、自分のインベントリー/倉庫に購入する以外に、そのときログインしているキャラクターにプレゼントすることも選べる(もちろん自分に購入した後で手渡しでプレゼントも可能であるが)。
プレミアムアイテム
自分のインターフェイスにある。プレミアム装備、乗り物、機能性アイテムにて販売している。

## GM
- Naeri (日本語が少し怪しい。日本語ネイティブではない旨の本人記述がある。)[5]。
- マメシバ
- ルラ
- アドリブ弁護士
- トンケ
- クロッコ

## LF
正式名所はリアンファイターの略で、GMのようにトラブルサポートはしないで、個人的な都合でゲーム内を徘徊するものであったが、利用者とのトラブルが続き、2010年5月30日にこの制度を撤廃した。
- ぱんださん（脱走パンダ）- 現在は引退
- モパ（元ぱんだの略で実は引退後にまた復帰した脱走パンダ）
- NINJA

## 公式絵師
- 神サトミ

扉絵、ミニキャラアイコンなどのデザインをてがける。
LiensOnlineで設定された主人公キャラクタ６体を作画。
LiensOnlineで作成できるキャラクタとはかなり容貌が異なっている。

## コミュニティ

### 掲示板
希望、質問などの掲示板。質問や問い合わせに対する運営の反応は良い方である。
MicMacのリメイク版のためか、元MicMac民が、質問に対して運営やGMより先にMicMacやAsdaの仕様を元に回答する例が見られる。

### GMブログ
タイトルはGMブログだがLFも参加しており、GMとLFが持ち回りで記事を執筆している。

## 歴史
- 2009年
  - 6月30日「Asda Story」の日本サービスを発表。
  - 7月13日 クローズドβテスト募集を開始予定。
  - 7月23日 クローズドβテスト募集を終了。
  - 7月27日 CBTクライアントダウンロード開始(18:00)＆中止(19:25)
  - 7月29日 CBT開始(16:00)
  - 8月1日  クローズドβテスト終了(23:30)
  - 8月12日 先行オープンβテスト開始（20:00）
  - 8月15日 先行オープンβテスト終了（17:00）
  - 8月18日 オープンβテスト開始（20:00）
  - 9月9日  当日の定期メンテナンス前に登録者に『魔法のホウキ』を配布
  - 9月16日 正式サービス開始と同時に『アイテム課金の販売』、『フレミア火山』の実装された。
  - 9月25日 臨時メンテナンスによって、課金アイテムが再開。
  - 9月30日 突如、臨時メンテナンス（臨時メンテナンスのお知らせの際は11:00～20:00までとアナウンス）を発表し、翌日の10月1日の朝の7:00に終了
  - 10月1日 長期臨時メンテナンスから、『フビラス砂漠』を実装。
  - 10月21日 定期メンテナンス終了後から、『静止した砂漠』を実装。
  - 11月25日 定期メンテナンス終了後から、『火竜の巣窟』を実装
  - 12月19日 定期メンテナンス終了後から、『炎の森』を実装
- 2010年
  - 1月20日 定期メンテナンス終了後から、釣りシステムを導入。
  - 2月24日 定期メンテナンス終了後から、新マップ『混沌の城』を実装。
  - 3月24日 定期メンテナンス終了後から、レベルキャップを70まで引き上げた。
  - 5月19日 定期メンテナンス終了後より、経験値3倍イベント　LF倍倍イベントを開催。
  - 5月30日 リアンオンライン世代交代フェスティバル2010を開催し、この次の日からLF制度が撤廃した。
  - 6月9日 「経験値ボーナスイベント」を開催。（期間は6月16日の定期メンテナンス開始まで ）
  - 6月12日 GMイベント「クロッコリターンズ」が開催された。
  - 6月16日 定期メンテナンス終了後から、『壊滅した町』を実装。
  - 10月27日 定期メンテナンス終了後より、経験値3倍イベント（11月10日まで）及びハロウィーンイベント（11月17日まで）を開催。
  - 12月1日 サービス終了を発表。（アイテムモール及びガチャガチャが半額になる。）[6]。
  - 12月15日 アイテムモール及びガチャガチャが無料になる。[6]
  - 12月31日 21:00をもってサービス終了。[6]

## トラブル
- クローズβテスト参加したユーザーに空飛ぶ綿菓子(30日間）が、一部のユーザーが未使用のまま、アイテム期日が過ぎ消失してしまったというと言う現象が起こった。当初の運営側の回答は『一時は所持していたスクリーンショットをお問い合わせに送っていただいた場合のみ補償対象とさせていただきますと掲示板で回答させていただきました 』[7]と回答した。その後15日の17時54分に公式サイトの掲示板にて、スクリーンショットの有無関わらずに、クローズβテストに参加された、全てのユーザーに再配布する事となった。
- 9月22日、公式サイトにて、課金アイテムに不具合が生じたが、現在、復旧済みである。
- 9月28日、14:00に急遽、臨時メンテナンスを発表、メンテナンスは現在復旧作業中であるが、このメンテナンス終了した後に、9月28日、14:00の時点のキャラクターのデータが9月25日の3：00の時点のキャラクターデータに巻き戻しになった。